# Mohammad Sanad
Mohammad Sanad (El Cairo, 16 de enero de 1991) es un jugador de balonmano egipcio que juega como extremo derecho en el USAM Nîmes de la LNH y en la Selección de balonmano de Egipto.
En el 2016 fue una de las revelaciones de la Liga de Campeones de la EHF, siendo elegido en el equipo ideal de algunas jornadas. Fue convocado con la selección para disputar los Juegos Olímpicos de Río de Janeiro 2016 y el Campeonato Mundial de Balonmano Masculino de 2017.

## Palmarés internacional
| Campeonato Africano  | Campeonato Africano | Campeonato Africano | Campeonato Africano |
| Año                  | Lugar               | Medalla             |                     |
| -------------------- | ------------------- | ------------------- | ------------------- |
| 2012                 | Marruecos           | Medalla de bronce   |                     |
| 2014                 | Argelia             | Medalla de bronce   |                     |
| 2016                 | Egipto              | Medalla de oro      |                     |
| 2018                 | Gabón               | Medalla de plata    |                     |
| 2020                 | Túnez               | Medalla de oro      |                     |
| 2022                 | Egipto              | Medalla de oro      |                     |
| 2024                 | Egipto              | Medalla de oro      |                     |
| Juegos Mediterráneos |                     |                     |                     |
| Año                  | Lugar               | Medalla             |                     |
| 2022                 | Orán                | Medalla de plata    |                     |

## Clubes
- Komlo (?-2016)
- Naturhouse La Rioja (2016-2017)[3]
- Zamalek SC[4] (2017)
- USAM Nîmes (2017- )